# The Stolen Melody
Pour plus de détails, voir Fiche technique et Distribution.
The Stolen Melody est un film muet américain réalisé par Lem B. Parker et sorti en 1913.

## Fiche technique
- Réalisation : Lem B. Parker
- Scénario : Malcolm Douglas
- Production : William Selig
- Date de sortie : 
  -  États-Unis : 21 mai 1913

## Distribution
- Harold Lockwood : Henry Richard
- Kathlyn Williams : Miss Burmeister
- Al Ernest Garcia : Richard Davidge
- Al W. Filson : Rudolph Burmeister